# Valse zwartaderbodemwants
De valse zwartaderbodemwants (Metopoplax fuscinervis) is een wants uit de familie van de bodemwantsen (Lygaeidae). De soort werd het eerst wetenschappelijk beschreven door Carl Stål in 1872.

## Uiterlijk
De wants is macropteer (langvleugelig) en kan 3.5 tot 4 mm lang worden. Het lichaam is bedekt met vele putjes en witte korte haartjes. De kop, het halsschild en het scutellum zijn zwart. De witte voorvleugels hebben een zwarte rand langs het doorzichtige gedeelte. Het zwart met witte doorzichtige gedeelte heeft zwarte aders. De achterkant van het halsschild heeft een witte rand, dit kenmerk kan gebruikt worden om de wants te onderscheiden van de verder zeer gelijkende zwartaderbodemwants (Metopoplax ditomoides). Van de geelbruine pootjes zijn de dijen zwart en de schenen in het midden wit. Van de zwarte antennes is het tweede segment in het midden bruingeel.

## Leefwijze
De bodemwants overwintert als imago en kent een voorjaars- en een zomergeneratie. De dieren leven in warme, droge schaarsbegroeide gebieden op kamille-soorten (Matricaria) zoals schubkamille (Anthemis) en reukloze kamille (Tripleurospermum maritimum).

## Leefgebied
De wants is zeldzaam in Nederland en komt oorspronkelijk uit het oostelijke deel van het Middellandse Zeegebied.